# Zürcher Literaturstreit (Staiger)
Der Zürcher Literaturstreit war eine Kontroverse um eine am 17. Dezember 1966 gehaltene Rede Emil Staigers, in der vor allem Max Frisch die moderne Literatur pauschal verunglimpft sah.

## Diskussionsverlauf

### Staigers Rede
Ausgangspunkt des Streites war die Dankesrede des Zürcher Germanisten und Hauptverfechters der werkimmanenten Interpretation Emil Staiger zur Verleihung des Literaturpreises der Stadt Zürich am 17. Dezember 1966. Die Laudatio hatte Werner Weber, der Feuilleton-Chef der Neuen Zürcher Zeitung (NZZ), gehalten.
Staiger erinnerte unter dem Titel Literatur und Öffentlichkeit zunächst an die Sentenz Aut prodesse volunt aut delectare poetae aus der Ars poetica des Horaz („Dichter wollen entweder nützen oder ergötzen“), um dann der modernen Literatur vorzuwerfen, sie stelle sich in den Dienst sozialer oder politischer Ideen und verliere so ihre „echte, überzeugende, den Wandel der Zeit überdauernde Sprache“. Die Folgen kommentierte Staiger mit: „So sehen wir denn in der ‚littérature engagée‘ nur eine Entartung jenes Willens zur Gemeinschaft, der Dichter vergangener Tage beseelte.“
Staiger stellte die Frage, ob allein die Individualität, die sich dichterisch äußert, der Bewunderung würdig sei, und antwortete mit Bezug auf Friedrich Schiller, dass ein Grundwille zur Gemeinschaft vorhanden sein und der Dichter sich zu sittlichen Grundbegriffen der Gerechtigkeit, der Wahrheit und des Maßes bekennen müsse. Diesen Willen sah er in zeitgenössischen Werken bedroht:

„Man gehe die Gegenstände der neueren Romane und Bühnenstücke durch. Sie wimmeln von Psychopathen, von gemeingefährlichen Existenzen, von Scheußlichkeiten großen Stils und ausgeklügelten Perfidien. Sie spielen in lichtscheuen Räumen und beweisen in allem, was niederträchtig ist, blühende Einbildungskraft.“

Wenn man anfange, „nur das Ungewöhnliche, Einzigartige, Interessante als solches zu bewundern, führt der Weg unweigerlich über das Aparte, Preziöse zum Bizarren, Grotesken und weiter zum Verbrecherischen und Kranken, zum Kranken und Verbrecherischen, das nun nicht  als Widerspiel in unserer Einbildungskraft ein wohlgeratenes, höheres Dasein evoziert, das vielmehr um seiner eigenen Reize willen gekostet werden soll und meistens auch gekostet wird“. Dabei spielte er – ohne seinen Namen zu nennen und als einziges Beispiel – auf Peter Weiss an:

„Wenn ein bekannter Dramatiker, der Auschwitz auf die Bühne bringt, in einem früher verfaßten Stück mit Marquis de Sade als Helden einen Welterfolg errungen hat, so nehmen wir an, er habe hier wie dort die ungeheure Macht des Scheußlichen auf das heutige Publikum einkalkuliert und sich natürlich nicht verrechnet.“

Staiger kritisierte die passive Haltung der „Spießbürger“, die Exzessen applaudierten, deren bloße Erwähnung sie sich ansonsten verbitten würden, und bemerkte: „Die Literatur, wie jede Kunst, verdient nicht als solche schon unseren Respekt.“ Als große Dichter, die allesamt von „sittlicher Gesinnung“ beseelt seien, nannte er Homer, Sophokles, Vergil, Dante, Shakespeare, Corneille, Racine, Goethe, Schiller, Archilochos, Petrarca, Keats, Leopardi, Rilke, aber auch Villon, Verlaine und Trakl. Zu den letzten drei Namen fügte Staiger erklärend hinzu, er setze nicht das Einverständnis mit der vorgefundenen Welt voraus, wohl aber den „Willen zu einer möglichen, auf den Fundamenten der Sittlichkeit gegründeten Menschengesellschaft“. Im Gegenzug warf er modernen Schriftstellern vor:

„Wenn solche Dichter behaupten, die Kloake sei ein Bild der wahren Welt, Zuhälter, Dirnen und Verbrecher Repräsentanten der wahren, ungeschminkten Menschheit, so frage ich: In welchen Kreisen verkehren sie? Gibt es denn heute etwa keine Würde und keinen Anstand mehr, nicht den Hochsinn eines selbstlos tätigen Mannes, einer Mutter, die Tag für Tag im Stillen wirkt, das Wagnis einer großen Liebe oder die stumme Treue von Freunden? Es gibt dies alles nach wie vor.“

Nihilismus und Trümmerliteratur seien Luxusartikel, aus der Langeweile geboren. Kein wirklich bedrängter Mensch könne es sich leisten, nihilistisch zu sein, wohl aber habe er Verständnis für ein „männliches, aus tiefer Not gesungenes Kirchenlied“. Abschließend appellierte Staiger an die Zuhörer für eine Rückkehr zu den Werten der älteren Literatur, „zu Mozart zurück“.
Die Rede wurde erstmals am 20. Dezember 1966 in der Neuen Zürcher Zeitung abgedruckt.

### Erste Reaktionen
Hugo Leber eröffnete seinen Kommentar „Auf der Suche nach erbaulichen Helden“ am 21. Dezember 1966 im Tages-Anzeiger mit den Worten: „Zerknirscht und bußfertig knie ich in den Beichtstuhl meines literarischen Gewissens. Ich bekenne: ich fand Gefallen an Kloakendichtern.“
Leber kritisierte die pauschale Verdammung moderner Literatur ohne Namensnennung und stellte fest, dass es die von Staiger beschworene Öffentlichkeit der Elite nicht mehr gebe. Eine „Philippika gegen die Moderne“ erinnere an Parolen aus der Zeit des Nationalsozialismus oder aus dem Ostblock.
Die sogenannten engagierten Autoren würden versuchen, die Gesellschaft zu einer Gemeinschaft ohne Furcht zu verändern. Leber verwies auf die Pluralität subjektiver Wahrheiten und auf Albert Camus, Jean-Paul Sartre, Bertolt Brecht, Ernst Toller, Robert Musil, William Faulkner, Nelly Sachs, Paul Celan und Peter Huchel, die der Menschlichkeit mindestens so nahe seien wie die „schöne“ Literatur vergangener Zeiten.
Werner Wollenberger würdigte am 23. Dezember 1966 in der Zürcher Woche (Professor Staiger versteht die Welt nicht mehr) Staigers Verdienste, erklärte jedoch die „Ära Staiger“ für beendet. Die Rede lasse erkennen, dass Staiger die moderne Literatur und die Welt nicht mehr verstehe; er argumentiere mit einer nicht mehr vorhandenen Öffentlichkeit und übersehe die lange Tradition schauerlicher Szenen in der Weltliteratur. Die fehlende Differenzierung und die Aufteilung in Gut und Böse führten in letzter Konsequenz zum „Scheiterhaufen für Bücher“.
Der stark persönlich gefärbte Kommentar Endlich darf man es wieder sagen von Max Frisch in der Weltwoche vom 24. Dezember 1966 wird allgemein als Höhepunkt des Literaturstreits gesehen. Frisch warf Staiger ein Standgericht wider die moderne Literatur insgesamt vor: „Verurteilung ohne namentliche Ausrufung, selbstverständlich ohne Untersuchung des jeweiligen Falles. Salve! So, wir erinnern uns, verfuhr man schon immer, wenn die Rede war von entarteter Kunst.“ Die Rede wäre, so Frisch weiter, auch in Zeiten des Stalinismus begeistert aufgenommen worden. In einer langen Reihe zeitgenössischer Autoren zeigte sich Frisch vorgeblich verwirrt, welche Dichter gemeint sein könnten. Schließlich äußerte er sein Entsetzen darüber, dass Staiger nunmehr sein vormals gerühmtes Unterscheidungsvermögen verloren habe.

### Antworten
Werner Weber versuchte in einem Artikel in derselben Ausgabe die Wogen zu glätten, während Emil Staiger in einer kurzen Stellungnahme vom 28. Dezember 1966 beklagte, bewusst falsch verstanden worden zu sein. Er habe mit Wendungen wie „in erschreckendem Maße“, „nicht immer, aber oft“ und „in erstaunlich vielen Fällen“ eben nicht die moderne Literatur als Ganzes verdammt. Ausdrückliche Ausnahmen seien etwa Nelly Sachs und Paul Celan. Eine detaillierte Auflistung der inkriminierten Autoren und Werke sei allein aus Zeitgründen nicht möglich gewesen.
Max Frischs Replik vom 6. Januar 1967 kritisierte beide Antworten in zynischem Ton und warf ihnen vor, gerade die Praktiken des Anonymisierens der Gegner und der vagen Aussagen zu perpetuieren und zudem den Leser der NZZ im Unklaren über die Diskussion zu lassen, indem etwa nur selektiv über die Kritikpunkte berichtet werde. Werner Weber replizierte in derselben Ausgabe und warf seinerseits Frisch unexakte Formulierungen und Verallgemeinerungen vor.

### Weitere Diskussion
Die weitere Diskussion widmete sich vor allem der Zusammenfassung und Analyse der aufgeflammten Debatte und wiederholte die Kritik hinsichtlich Staigers Wortwahl und fehlender Differenzierung. Wohlmeinendere Stimmen bedauerten die Form der Rede, begrüßten aber prinzipiell den Ansatz.
Hans Heinz Holz stellte in der Basler National-Zeitung vom 15. Januar 1967 erstmals einen Konnex zu einem Aufsatz Staigers von 1933 her, in dem er die Bücherverbrennungen der Nationalsozialisten als „Indiz für den Aufbruch zu einer neuen, geistig gesunden Volksgemeinschaft“ gesehen hatte, und warf Staiger vor, nicht einzusehen „dass die Einstellung, aus der heraus er Künstler als psychopathisch und kriminell brandmarkt, zu den Verbrennungsöfen von Auschwitz führen muss“. Weitere Kommentare wiesen auf die Kontinuität von Argumentation und Wortwahl hin und widersprachen dem Tenor vieler frühen Kommentare, indem sie erklärten, Staiger habe sich keine Entgleisung geleistet, sondern „meine es tatsächlich so“.
Peter Handke monierte: „Seine Rede ist eine Spielart jener Unmenschlichkeit, die mit dem unreflektierten Kauderwelsch einer längst verjährten Menschlichkeit so oft eine Verständigung zwischen Menschen verhindert.“

## Auswirkungen
Obwohl zahlreiche Stimmen im Jahr 1967 hohe Erwartungen an die Wichtigkeit des Zürcher Literaturstreits hatten, war die Debatte bereits 1968 weitgehend erloschen. Im Zuge der Studentenbewegung der folgenden Jahre fehlen Bezüge fast völlig.
Spätere Analysen widmeten sich meist der Person Staigers, nicht jedoch der von ihm aufgestellten Hypothese als wissenschaftlicher Theorie. Als wichtigere Zäsur der Germanistik wird eher der Münchner Germanistentag 1966 angenommen.
Vereinzelt wird der Zürcher Literaturstreit als Appendix einer Behandlung der werkimmanenten Interpretation diskutiert. Weithin bekannt ist der Streit als Medienereignis, vor allem im Zusammenhang mit Frischs Engagement.
Die Problematik war jedoch nicht auf konkrete Personen beschränkt. In seinem Angriff auf den Zürcher Germanisten Karl Schmid im Januar 1974 wehrte sich Max Frisch ein weiteres Mal gegen eine staatserhaltende, das Gemeinschaftliche betonende Literaturpflege, die Schmid als Professor, Wissenschaftsfunktionär und hoher Offizier unbefangener vertreten konnte als seine bundesdeutschen Kollegen nach den Erfahrungen des Zweiten Weltkriegs.

## Audio-Dokumente
- Emil Staigers Rede vom 17. Dezember 1966 als Tondokument via nzz.ch (MP3; 32,2 MB)